# Миллер, Александр Александрович (микробиолог)
Александр Александрович Миллер (1895 — 1938 или 1960) — советский микробиолог, заведующий кафедрой микробиологии Ростовского медицинского института.

## Биография
В связи с событиями Первой мировой войны, в 1915 эвакуирован в составе Императорского Варшавского университета в Ростов-на-Дону. Заведовал кафедрой микробиологии в Ростовском медицинском институте, работал директором Азово-Черноморского института микробиологии и эпидемиологии.
В 1937 арестован НКВД, обвинялся в том, что: «...занимался шпионажем, собирая и передавая агентам германской разведки О. О. Гартоху и М. И. Штуцеру секретные сведения о новейших научных работах». По одним данным расстрелян в 1938, по другим дожил до 1960.
Был женат на Белле Евсеевне, в семье родился сын.